# L'Après-midi d'un faune
Pour les articles homonymes, voir Après-midi et L'Après-midi d'un faune (homonymie).
L’Après-midi d’un faune est une « églogue » en cent dix alexandrins de Stéphane Mallarmé, publiée en 1876 chez Alphonse Derenne à Paris, avec des illustrations issues de gravures sur bois d'Édouard Manet. 
Il s'agit du monologue d'un faune qui évoque les nymphes et la nature qui l'entoure, dans une succession d'images poétiques. L'ensemble est dédié, dans l‘incipit, à trois amis de Mallarmé, à savoir Léon Cladel, Léon Dierx et Catulle Mendès.

## Postérité
Le poème fait ensuite l'objet entre 1892 et 1894 d'une mise en musique par Claude Debussy qui compose le Prélude à l'Après-midi d'un faune, sur lequel Vaslav Nijinski va créer en 1912, une chorégraphie, qui fera scandale.
De larges extraits du poème sont dits par Gérard Ansaloni dans « Les Faunes » (La Mort de la Vierge, 2002).

## Sources bibliographiques
- [reprint] Stéphane Mallarmé, L'Après-midi d'un faune, 200 exemplaires, Teilhède, Le Nouveau Commerce, 1988.
- Hendrik Lücke, Mallarmé - Debussy. Eine vergleichende Studie zur Kunstanschauung am Beispiel von „L'Après-midi d'un Faune“. (= Studien zur Musikwissenschaft, Bd. 4). Dr Kovac, Hamburg 2005,  (ISBN 3-8300-1685-9).
- Texte du poème "L’après-midi d’un Faune" sur Wikisource.
- Agnès Lhermitte, Les nymphes dans L’Après-midi d’un faune de Mallarmé à Nijinsky, Presses Universitaires de Bordeaux, 2012 (books.openedition.org)